# Saison 1965-1966 du Stade rennais UC
Maillots
Chronologie
Saison précédente Saison suivante
La saison 1965-1966 du Stade rennais Université Club débute le 17 août 1965 par un match l'opposant au FC Nantes, champion de France en titre, dans le cadre du Challenge des champions. Elle se termine le 15 juin 1966 avec la dernière journée du Championnat de France de Division 1
Le Stade rennais UC est également engagé en Coupe de France, dont il est tenant du titre. Sa victoire de la saison précédente lui donne également le droit de participer à la première coupe européenne de son histoire : la Coupe d'Europe des vainqueurs de coupe.

## Résumé de la saison
Après sa victoire en Coupe de France et sa quatrième place en championnat, le Stade rennais a la lourde tâche de confirmer. À l'intersaison, le club ne perd aucun de ses joueurs majeurs, et ne voit pas non plus arriver de grandes stars. Une nouvelle fois, le recrutement s'appuiera sur des jeunes espoirs régionaux, tel que l'ailier de Saint-Pol-de-Léon Louis Floch, pas encore 18 ans, le Concarnois Robert Rico et le Fougerais Pierre Garcia. Seul l'attaquant Michel Watteau possède déjà une expérience professionnelle, ayant évolué précédemment au CO Roubaix-Tourcoing et au RC Paris.
Conséquence de la victoire en Coupe de France, le Stade rennais s'ouvre la porte de compétitions auxquelles il n'avait encore jamais goûté auparavant. En prélude à la saison, il est ainsi opposé au FC Nantes, champion de France en titre, pour le Challenge des champions, disputé au Stade du Moustoir de Lorient, et finalement perdu (2 - 4), l'attaquant nantais Philippe Gondet faisant la différence dans les dix dernières minutes du match.
Plus tard, fin septembre, le Stade rennais UC dispute le premier tour de la Coupe d'Europe des vainqueurs de coupe face aux Tchécoslovaques du Dukla Prague. Pour sa première apparition européenne, le Stade rennais UC évolue sous les yeux de plusieurs de ses anciens joueurs tchécoslovaques venus pour l'occasion, dont Bouček, Mrázek et Prosek. Une nouvelle fois, le Stade rennais UC s'incline (0 - 2), et ne parviendra pas à corriger le tir au match retour en Bretagne (0 - 0), ce qui l'élimine dès son entrée dans la compétition.
Les débuts de l'équipe en championnat sont loin d'être satisfaisants également. À l'extérieur, les résultats sont catastrophiques, avec deux points glanés loin de la route de Lorient lors de la phase aller. Les Stadistes devront atteindre la fin mars et un déplacement à Lyon pour remporter leur première victoire à l'extérieur de la saison. Il faudra un Stade rennais UC impérial sur son terrain pour le voir s'extirper du milieu du classement. Peu à son aise dans cette Division 1 qui héberge de nouveau vingt clubs, le Stade rennais subit les longues absences sur blessure de Lavaud et Floch, mais aussi les états d'âme de Jubert et Prigent qui seront finalement prêtés en cours de saison.
C'est passé le mois de février que les Rennais sortiront enfin de la masse, s'emparant rapidement d'une sixième place qu'ils s'adjugeront à l'issue de la 38e et dernière journée. Toujours aussi offensifs (avec la quatrième meilleure attaque du championnat), ils pourront regretter d'avoir figuré parmi les plus mauvaises défenses de D1.
Tenants du titre en Coupe de France, les Rennais n'y auront pas réédité leur exploit de la saison précédente. Après avoir tranquillement et logiquement disposé des amateurs de Calais et Niort, Jean Prouff et ses hommes tombent en huitième de finale sur le Stade de Reims, tombé en D2 une saison auparavant. Contre toute attente, les Rennais ne parviennent pas à se défaire des Rémois, qui les tiennent en échec par deux fois sur le même score au Parc des Princes. Le troisième match oppose les deux formations à Bordeaux et Reims élimine le Stade rennais (2 - 3), qui sort de la compétition par la petite porte.

## Transferts en 1965-1966
| Arrivées              |        |                        |
| Louis Floch           | France | Stade léonard          |
| Pierre Garcia         | France | Drapeau de Fougères    |
| Georges Jazdzyk       | France | TA Rennes              |
| Alain Le Roulley      | France | Stade Malherbe de Caen |
| Robert Rico           | France | US Concarneau          |
| Michel Watteau        | France | RC Paris               |
| Départs               |        |                        |
| Guy Biet              | France | Perros-Guirec          |
| Émile Grosshans       | France | AS Strasbourg          |
| Alain Jubert          | France | FC Metz (prêt)         |
| Jean-François Prigent | France | FC Rouen (prêt)        |

## L'effectif de la saison
| Poste¹ | Nat.² | Nom                   | Naissance         | Sélection³ | Championnat | Championnat | Coupe France | Coupe France | Challenge | Challenge   | C2 | C2          | Total Saison | Total Saison | Notes                     |
| Poste¹ | Nat.² | Nom                   | Naissance         | Sélection³ | M           | But inscrit | M            | But inscrit  | M         | But inscrit | M  | But inscrit | M            | But inscrit  | Notes                     |
| ------ | ----- | --------------------- | ----------------- | ---------- | ----------- | ----------- | ------------ | ------------ | --------- | ----------- | -- | ----------- | ------------ | ------------ | ------------------------- |
| A      | FRA   | André Ascencio        | 4 juin 1938       | -          | 27          | 6           | 5            | 1            | 1         | 0           | 2  | 0           | 35           | 7            |                           |
| D      | FRA   | Yves Boutet           | 3 décembre 1936   | -          | 37          | 1           | 5            | 0            | 1         | 0           | 2  | 0           | 45           | 1            |                           |
| A      | FRA   | Jean-Pierre Brucato   | 7 avril 1944      | -          | 0           | 0           | 0            | 0            | 0         | 0           | 0  | 0           | 0            | 0            |                           |
| D      | FRA   | Louis Cardiet         | 20 juin 1943      | A          | 38          | 0           | 5            | 0            | 1         | 0           | 2  | 0           | 46           | 0            |                           |
| D      | FRA   | René Cédolin          | 13 juillet 1940   | B          | 29          | 0           | 5            | 0            | 1         | 0           | 2  | 0           | 37           | 0            |                           |
| D      | FRA   | Jean-Pierre Darchen   | 20 mai 1940       | -          | 29          | 5           | 2            | 0            | 1         | 0           | 2  | 0           | 34           | 5            |                           |
| A      | FRA   | Claude Dubaële        | 19 janvier 1940   | -          | 24          | 11          | 4            | 0            | 0         | 0           | 2  | 0           | 30           | 11           |                           |
| A      | FRA   | Louis Floch           | 28 décembre 1947  | -          | 21          | 7           | 3            | 2            | 1         | 0           | 1  | 0           | 26           | 9            |                           |
| D      | FRA   | Pierre Garcia         | 27 juillet 1943   | -          | 7           | 0           | 0            | 0            | 0         | 0           | 0  | 0           | 7            | 0            |                           |
| D      | FRA   | Georges Jazdzyk       | 28 mars 1942      | -          | 3           | 0           | 0            | 0            | 0         | 0           | 0  | 0           | 3            | 0            |                           |
| A      | FRA   | Alain Jubert          | 25 décembre 1936  | B          | 9           | 0           | 0            | 0            | 1         | 0           | 0  | 0           | 10           | 0            | Prêté à Metz en novembre  |
| G      | FRA   | Georges Lamia         | 14 avril 1933     | A          | 23          | 0           | 4            | 0            | 1         | 0           | 2  | 0           | 30           | 0            |                           |
| M      | FRA   | Jean-Claude Lavaud    | 18 mai 1938       | -          | 19          | 1           | 3            | 0            | 0         | 0           | 0  | 0           | 22           | 1            |                           |
| D      | FRA   | Alain Le Roulley      | 13 mars 1942      | -          | 1           | 0           | 2            | 0            | 0         | 0           | 0  | 0           | 3            | 0            |                           |
| A      | FRA   | Marcel Loncle         | 5 janvier 1936    | A          | 37          | 7           | 4            | 1            | 1         | 0           | 2  | 0           | 44           | 8            |                           |
| A      | FRA   | Giovanni Pellegrini   | 25 juin 1940      | -          | 32          | 9           | 5            | 3            | 0         | 0           | 1  | 0           | 38           | 12           |                           |
| A      | FRA   | Jean-François Prigent | 26 mai 1944       | B          | 11          | 1           | 0            | 0            | 0         | 0           | 2  | 0           | 13           | 1            | Prêté à Rouen en décembre |
| A      | FRA   | Robert Rico           | 10 mars 1945      | -          | 1           | 0           | 0            | 0            | 0         | 0           | 0  | 0           | 1            | 0            |                           |
| G      | FRA   | Gilbert Robin         | 2 août 1942       | -          | 15          | 0           | 1            | 0            | 0         | 0           | 0  | 0           | 16           | 0            |                           |
| A      | FRA   | Daniel Rodighiero     | 20 septembre 1940 | A          | 28          | 20          | 2            | 4            | 1         | 1           | 2  | 0           | 33           | 25           |                           |
| A      | FRA   | Jacques Rossignol     | 2 décembre 1945   | -          | 0           | 0           | 0            | 0            | 0         | 0           | 0  | 0           | 0            | 0            |                           |
| A      | FRA   | Michel Watteau        | 11 octobre 1945   | -          | 27          | 10          | 5            | 3            | 1         | 1           | 2  | 0           | 33           | 14           |                           |

- 1 : G, Gardien de but ; D, Défenseur ; M, Milieu de terrain ; A, Attaquant
- 2 : Nationalité sportive, certains joueurs possédant une double-nationalité
- 3 : sélection la plus élevée obtenue

## Équipe-type
Il s'agit de la formation la plus courante rencontrée en championnat.

## Les rencontres de la saison

### Liste
| Match | Date          | Compétition             | Tour                    | Adversaire      | Lieu ¹ | Score    | Class.   | Buteurs pour le Stade rennais        |
| ----- | ------------- | ----------------------- | ----------------------- | --------------- | ------ | -------- | -------- | ------------------------------------ |
| 1     | 17 août       | Challenge des champions | Challenge des champions | Nantes          | N      | 2-4      | 2-4      | Rodighiero Watteau                   |
| 2     | 22 août       | Division 1              | 1                       | Sedan           | E      | 1–3      | 17       | Watteau                              |
| 3     | 29 août       | Division 1              | 2                       | Valenciennes FC | E      | 1–2      | 19       | Loncle                               |
| 4     | 1er septembre | Division 1              | 3                       | Red Star        | D      | 2-1      | 16       | Pellegrini Manzano (csc)             |
| 5     | 5 septembre   | Division 1              | 4                       | Cannes          | D      | 2–2      | 14       | Dubaële Pellegrini                   |
| 6     | 10 septembre  | Division 1              | 5                       | Nîmes           | E      | 2–2      | 13       | Rodighiero Dubaële                   |
| 7     | 18 septembre  | Division 1              | 6                       | Sochaux         | D      | 4-3      | 10       | Ascencio Dubaële                     |
| 8     | 22 septembre  | Coupe des coupes        | 1er tour aller          | Dukla Prague    | E      | 0-2      | 0-2      |                                      |
| 9     | 26 septembre  | Division 1              | 7                       | Strasbourg      | E      | 1-3      | 12       | Pellegrini                           |
| 10    | 29 septembre  | Coupe des coupes        | 1er tour retour         | Dukla Prague    | D      | 0-0      | 0-0      |                                      |
| 11    | 3 octobre     | Division 1              | 8                       | Angers          | E      | 3–5      | 16       | Floch Ascencio Dubaële               |
| 12    | 12 octobre    | Division 1              | 9                       | Monaco          | D      | 0–1      | 15       |                                      |
| 13    | 17 octobre    | Division 1              | 10                      | Lyon            | D      | 5–2      | 12       | Loncle Floch Ascencio Rodighiero     |
| 14    | 20 octobre    | Division 1              | 11                      | Bordeaux        | E      | 1–2      | 15       | Pellegrini                           |
| 15    | 24 octobre    | Division 1              | 12                      | Stade français  | D      | 4-3      | 12       | Prigent Rodighiero Watteau           |
| 16    | 29 octobre    | Division 1              | 13                      | Toulouse        | E      | 1-4      | 15       | Watteau                              |
| 17    | 11 novembre   | Division 1              | 14                      | Nantes          | D      | 2–0      | 12       | Rodighiero Budzynski (csc)           |
| 18    | 14 novembre   | Division 1              | 15                      | Lens            | E      | 1-4      | 14       | Floch                                |
| 19    | 21 novembre   | Division 1              | 16                      | Lille           | D      | 4-0      | 13       | Floch Ascencio Rodighiero Pellegrini |
| 20    | 28 novembre   | Division 1              | 17                      | Rouen           | E      | 2-2      | 13       | Boutet Rodighiero                    |
| 21    | 5 décembre    | Division 1              | 18                      | Nice            | D      | 3–0      | 13       | Floch Rodighiero                     |
| 22    | 12 décembre   | Division 1              | 19                      | Saint-Étienne   | E      | 0–4      | 13       |                                      |
| 23    | 19 décembre   | Division 1              | 20                      | Sedan           | D      | 4–2      | 13       | Floch Ascencio Dubaële Pellegrini    |
| 24    | 9 janvier     | Division 1              | 21                      | Valenciennes FC | D      | 1-1      | 12       | Loncle                               |
| 25    | 23 janvier    | Coupe de France         | 1/32 finale             | Calais          | N      | 5-1      | 5-1      | Floch Rodighiero                     |
| 26    | 30 janvier    | Division 1              | 22                      | Cannes          | E      | 0–1      | 12       |                                      |
| 27    | 6 février     | Division 1              | 23                      | Nîmes           | D      | 3–1      | 9        | Rodighiero Watteau                   |
| 28    | 13 février    | Coupe de France         | 1/16 finale             | Niort           | N      | 5-0      | 5-0      | Watteau Floch Pellegrini             |
| 29    | 20 février    | Division 1              | 24                      | Sochaux         | E      | 2-3      | 12       | Floch Dubaële                        |
| 30    | 27 février    | Division 1              | 25                      | Strasbourg      | D      | 2-1      | 9        | Rodighiero                           |
| 31    | 2 mars        | Division 1              | 26                      | Monaco          | E      | 1–1      | 9        | Watteau                              |
| 32    | 6 mars        | Division 1              | 27                      | Angers          | D      | 4-4      | 9        | Loncle Watteau Pellegrini            |
| 33    | 13 mars       | Coupe de France         | 1/8 finale              | Reims           | N      | 1-1 a.p. | 1-1 a.p. | Watteau                              |
| 34    | 23 mars       | Coupe de France         | 1/8 finale (rejoué)     | Reims           | N      | 1-1 a.p. | 1-1 a.p. | Ascencio                             |
| 35    | 27 mars       | Division 1              | 28                      | Lyon            | E      | 2–1      | 7        | Watteau Dubaële                      |
| 36    | 30 mars       | Coupe de France         | 1/8 finale (rejoué)     | Reims           | N      | 2-3      | 2-3      | Loncle Watteau                       |
| 37    | 9 avril       | Division 1              | 29                      | Bordeaux        | D      | 2-0      | 6        | Darchen Watteau                      |
| 38    | 13 avril      | Division 1              | 30                      | Stade français  | E      | 1–2      | 6        | Dubaële                              |
| 39    | 17 avril      | Division 1              | 31                      | Toulouse        | D      | 2-1      | 6        | Watteau Dubaële                      |
| 40    | 23 avril      | Division 1              | 32                      | Nantes          | E      | 0–4      | 8        |                                      |
| 41    | 30 avril      | Division 1              | 33                      | Red Star        | E      | 2–0      | 9        | Loncle Watteau                       |
| 42    | 7 mai         | Division 1              | 34                      | Lens            | D      | 4–1      | 7        | Lavaud Darchen Loncle Rodighiero     |
| 43    | 14 mai        | Division 1              | 35                      | Lille           | E      | 3-1      | 6        | Darchen Loncle Rodighiero            |
| 44    | 21 mai        | Division 1              | 36                      | Rouen           | D      | 4–0      | 6        | Darchen Rodighiero                   |
| 45    | 11 juin       | Division 1              | 37                      | Saint-Étienne   | D      | 2–0      | 6        | Darchen Rodighiero                   |
| 46    | 15 juin       | Division 1              | 38                      | Nice            | E      | 2–3      | 6        | Dubaële Pellegrini                   |

- 1 N : terrain neutre ; D : à domicile ; E : à l'extérieur ; drapeau : pays du lieu du match international

## Bilan des compétitions
| Compétition                            | Vainqueur final   | Débute au tour | Place ou tour final | Première rencontre | Dernière rencontre | Nombre |
| -------------------------------------- | ----------------- | -------------- | ------------------- | ------------------ | ------------------ | ------ |
| Challenge des champions                | FC Nantes         | Finale         | Finaliste           | 17 août 1965       | 17 août 1965       | 1      |
| Division 1                             | FC Nantes         | 1re journée    | 6e                  | 22 août 1965       | 15 juin 1966       | 38     |
| Coupe d'Europe des vainqueurs de coupe | Borussia Dortmund | Premier tour   | Premier tour        | 22 septembre 1965  | 29 septembre 1965  | 2      |
| Coupe de France                        | RC Strasbourg     | 1/32 de finale | 1/8 de finale       | 23 janvier 1966    | 30 mars 1966       | 5      |

### Division 1

#### Classement
| Rang | Équipe        | Pts | J  | G  | N  | P  | Bp | Bc | Diff |
| ---- | ------------- | --- | -- | -- | -- | -- | -- | -- | ---- |
| 3    | Valenciennes  | 52  | 38 | 19 | 14 | 5  | 58 | 44 | +14  |
| 4    | Toulouse      | 46  | 38 | 19 | 8  | 11 | 61 | 46 | +15  |
| 5    | Saint-Étienne | 45  | 38 | 19 | 7  | 12 | 85 | 62 | +23  |
| 6    | Rennes        | 42  | 38 | 18 | 6  | 14 | 80 | 70 | +10  |
| 7    | Sochaux       | 39  | 38 | 15 | 9  | 14 | 61 | 56 | +5   |
| 8    | Strasbourg    | 38  | 38 | 13 | 12 | 13 | 59 | 47 | +12  |
| 9    | Sedan         | 38  | 38 | 13 | 12 | 13 | 68 | 58 | +10  |

#### Résultats
| Total  | Total  | Total | Total | Total | Total | Total | Total | Domicile | Domicile | Domicile | Domicile | Domicile | Domicile | Extérieur | Extérieur | Extérieur | Extérieur | Extérieur | Extérieur |
| Matchs | Points | V     | N     | D     | BP    | BC    | Diff. | V        | N        | D        | BP       | BC       | Diff.    | V         | N         | D         | BP        | BC        | Diff.     |
| ------ | ------ | ----- | ----- | ----- | ----- | ----- | ----- | -------- | -------- | -------- | -------- | -------- | -------- | --------- | --------- | --------- | --------- | --------- | --------- |
| 38     | 42     | 18    | 6     | 14    | 80    | 70    | +10   | 15       | 3        | 1        | 54       | 23       | +31      | 3         | 3         | 13        | 26        | 47        | -21       |

#### Résultats par journée
| Journée   | 01 | 02 | 03 | 04 | 05 | 06 | 07 | 08 | 09 | 10 | 11 | 12 | 13 | 14 | 15 | 16 | 17 | 18 | 19 | 20 | 21 | 22 | 23 | 24 | 25 | 26 | 27 | 28 | 29 | 30 | 31 | 32 | 33 | 34 | 35 | 36 | 37 | 38 |
| --------- | -- | -- | -- | -- | -- | -- | -- | -- | -- | -- | -- | -- | -- | -- | -- | -- | -- | -- | -- | -- | -- | -- | -- | -- | -- | -- | -- | -- | -- | -- | -- | -- | -- | -- | -- | -- | -- | -- |
| Terrain   | E  | E  | D  | D  | E  | D  | E  | E  | D  | D  | E  | D  | E  | D  | E  | D  | E  | D  | E  | D  | D  | E  | D  | E  | D  | E  | D  | E  | D  | E  | D  | E  | E  | D  | E  | D  | D  | E  |
| Résultats | D  | D  | V  | N  | N  | V  | D  | D  | D  | V  | D  | V  | D  | V  | D  | V  | N  | V  | D  | V  | N  | D  | V  | D  | V  | N  | N  | V  | V  | D  | V  | D  | V  | V  | V  | V  | V  | D  |
| Points    | 0  | 0  | 2  | 3  | 4  | 6  | 6  | 6  | 6  | 8  | 8  | 10 | 10 | 12 | 12 | 14 | 15 | 17 | 17 | 19 | 20 | 20 | 22 | 22 | 24 | 25 | 26 | 28 | 30 | 30 | 32 | 32 | 34 | 36 | 38 | 40 | 42 | 42 |
| Place     | 17 | 19 | 16 | 14 | 13 | 10 | 12 | 16 | 15 | 12 | 15 | 12 | 15 | 12 | 14 | 13 | 13 | 13 | 13 | 13 | 12 | 12 | 9  | 12 | 9  | 9  | 9  | 7  | 6  | 6  | 6  | 8  | 9  | 7  | 6  | 6  | 6  | 6  |

Source : Liste des rencontres

Terrain : D = Domicile ; E = Extérieur. Résultat: D = Défaite ; N = Nul ; V = Victoire.